# BREEAM
 (juillet 2016).
Si vous disposez d'ouvrages ou d'articles de référence ou si vous connaissez des sites web de qualité traitant du thème abordé ici, merci de compléter l'article en donnant les références utiles à sa vérifiabilité et en les liant à la section « Notes et références ».
Ne doit pas être confondu avec Bream.

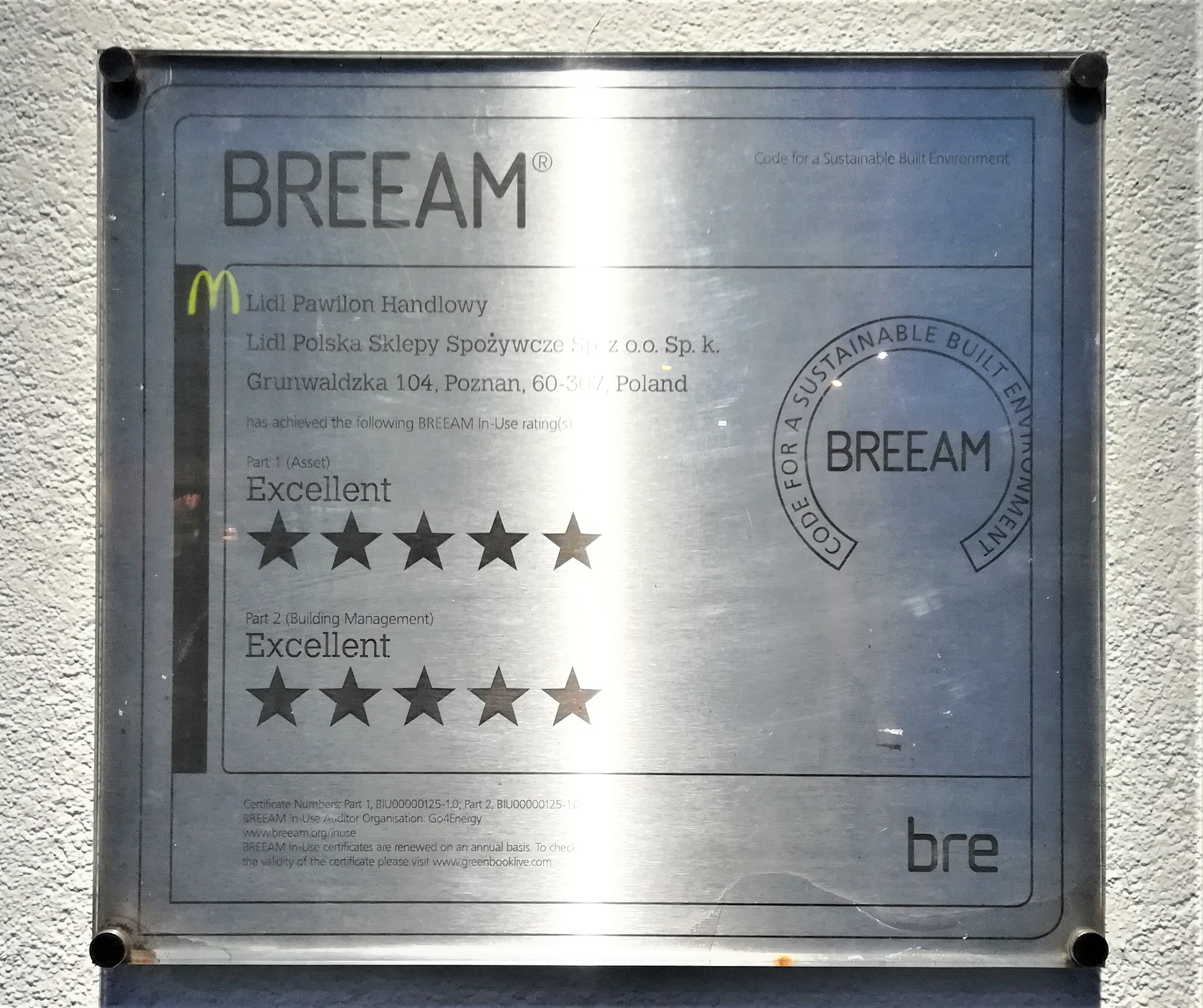
Certificat en crystal BREEAM

BRE Environmental Assessment Method (BREEAM) est la méthode d'évaluation du comportement environnemental des bâtiments développée par le Building Research Establishment (en) (BRE), un organisme privé britannique de recherche en bâtiment. Il est l'équivalent des référentiels HQE ou Bâtiments durables méditerranéens en France, LEED en Amérique du Nord ou Green Star (en) en Australie.
Le BRE entend « établir la norme de la meilleure méthode » (« best practice » en anglais) pour la conception, la construction et le fonctionnement de bâtiments écologiques et déclare sur son site s’être imposé comme l’une des méthodes de calcul les plus complètes et les plus reconnues du comportement environnemental des bâtiments.
Créé en 1986, il a évolué régulièrement pour prendre en compte l'évolution de la réglementation et se décliner en plusieurs versions selon les types de bâtiments.